# Aimé Maeght
Aimé Maeght (27 april 1906 - 5 september 1981) was lithograaf, drukker, kunsthandelaar, uitgever en grondlegger van de Fondation Maeght
Aimé Maeght werd geboren in Hazebroek in Frans Vlaanderen als zoon van een spoorwegingenieur, die tijdens de eerste dagen van de Eerste Wereldoorlog om het leven kwam. Het Rode Kruis bracht zijn moeder, broers en zus in veiligheid in Nederland. Na een jaar van ontberingen, reisde de familie Maeght via Duitsland en Zwitserland naar Zuid Frankrijk, waar ze onderdak vonden bij Milou Berbiguier, een boer in het dorp Lasalle in het departement Gard. Als oorlogswees kon Aimé naar de middelbare school in Nimes en daarna ging hij studeren aan de École des Beaux Arts in Nimes. Hij specialiseerde zich als lithograaf. Tijdens zijn studie toonde hij veel interesse voor muziek. Met vrienden richtte hij een amateur jazz orkest op ‘Le Banana’s King Jazz’
In 1926 ging hij werken bij de drukkerij van Robaudry in Cannes. Hij werd binnen de firma een specialist voor het verzorgen van meerkleuren lithografisch drukwerk. Aimé Maeght woonde in Cannes naast de familie Delvaye en zo ontmoette hij Marguerite Delvaye (25 augustus 1909). Ze trouwden op 31 juli 1928. In 1930 werd hun zoon Adrien geboren, in 1942 volgde hun zoon Bernard. In 1955 werd Sylvie (Syvie Eon-Maeght) geboren uit een relatie met Marcelle Baltazart.
Aimé Maeght overleed in 1981, zijn vrouw Marguerite is in 1977 overleden. Aimé, Marguerite en hun zoon Bernard liggen begraven op het kerkhof van Saint-Paul-de-Vence

## Arte
In 1932 openden Aimé en Marguerite Maeght een winkel voor radio’s en moderne meubelen onder de naam ‘Arte’ in de Rue des Belges in Cannes. Achter in de winkel verzorgde Aimé lithografisch werk. Hij ontwierp logo’s, opdrukken voor verpakkingen en ook posters. Zo ontmoette hij Pierre Bonnard die in het nabijgelegen Le Cannet woonde. Bonnard liet een poster drukken voor een liefdadigheidsgala. De etalages van ‘Arte’ werden ook benut voor het exposeren van schilderijen van locale kunstschilders. Terwijl Aimé Maeght in Toulon zijn militaire dienstplicht vervulde, zorgde Marguerite voor de winkel waar de verkoop van schilderijen steeds belangrijker werd. Bonnard, die als schilder al een grote reputatie had, stelde een van zijn schilderijen beschikbaar voor de verkoop. Het werd snel na de plaatsing in de etalage verkocht. Tussen Bonnard en Aimé en Marguerite Maeght ontstond een diepe vriendschap. Omdat Aimé Maeght in Noord Frankrijk was geboren kon hij tijdens de Tweede Wereldoorlog vrij gemakkelijk reizen tussen het door de Duitsers bezette noordelijke deel van Frankrijk en de ‘vrije zone’ van de Vichy-regering in het zuiden. Kunstverzamelaars die zich in de ‘vrije zone’ hadden gevestigd gaven hem opdrachten om schilderijen uit hun collectie in Parijs te halen. Het betrof werken van o.a Maurice Utrillo,Georges Rouault, Claude Monet, Pierre-Auguste Renoir en Henri Matisse.
In 1943 moest de familie Maeght Cannes verlaten. Aimé Maeght had contacten met Jean Moulin die actief was in het verzet. Moulin had in Nice als dekmantel voor zijn verzetsactiviteiten de kunstgalerie ‘Romanin’ geopend. Aimé Maeght was betrokken bij het drukken van identiteitsbewijzen en toen Jean Moulin in 1943 in de omgeving van Lyon gearresteerd werd, voelden Aimé en Marguerite Maeght zich niet langer veilig in Cannes. Ze vertrokken naar de boerderij ‘Mas des Orangers’ in de omgeving van Saint-Paul-de-Vence. Hun zoon Adrien ging naar school in Saint-Paul-de-Vence net als Francis Roux, zoon van de eigenaar van ‘La Colombe d’Or, een bekende ontmoetingsplaats voor kunstenaar en schrijvers. Ze werden onafscheidelijke vrienden. Pierre Bonnard introduceerde Aimé Maeght bij Henri Matisse die in 1943 in Vence was komen te wonen in Villa La Rêve, niet ver van de boerderij van de Maeght familie. In 1944 en 1945 maakte Matisse een serie houtskoolportretten van Marguerite Maeght.

## La Galerie Maeght
Vergezeld door Pierre Bonnard ging Aimé Maeght na de bevrijding in 1944 naar Parijs om de mogelijkheden voor de vestiging van een kunstgalerie te verkennen. Hij kreeg de kans de galerie van André Schoeller in de Rue de Téheran te kopen. Matisse stelde zijn meest recente werken beschikbaar voor de openingsexpositie. In 1945 werd de galerie geopend. De galerie werd een belangrijke schakel in de kunstwereld met spraakmakende tentoonstellingen van het werk van kunstenaars als Marc Chagall, Georges Braque, Joan Miró, Alberto Giacometti, Fernand Léger en Alexander Calder. De expositie ‘Le noir est une couleur’ in 1946 was de eerste van een lange reeks waarvan de catalogus werd gepubliceerd in de vorm van een tijdschrift ‘Derrière le Mirroir’. In 1947 verbleef Aimé Maeght enige tijd in New York waar hij de surrealist Marcel Duchamp ontmoette. Hij stelde hem voor samen met André Breton een officiële Internationale Surrealistische Expositie te organiseren (de eerste was gehouden in 1938 in Parijs en de tweede in 1942 in New York). Het was de bedoeling om de surrealistische beweging Surrealisme na de Tweede Wereldoorlog nieuw leven in te blazen. Breton bemoeide zich intensief met de organisatie van deze derde manifestatie. Hij schreef in januari 1947 een brief naar de 87 deelnemende kunstenaars met de opzet van de expositie. De expositie ‘Le surréalisme en 1947’ werd op 7 juli 1947 geopend. Centraal stond het begrip de ‘Nieuwe Mythe’. De mythen die de gedachtewereld structureerden stonden centraal bij de geëxposeerde kunstwerken De expositie veroorzaakte veel ophef. Er werd nauwelijks iets verkocht maar de publicitaire winst was groot. De Galerie Maeght stond nu internationaal op de kaart. Deze expositie betekende ook het eerste contact tussen de Maeghts en Joan Miró en Alexander Calder. Bij de tentoonstelling verscheen een door Aimé Maeght, André Breton en Marcel Duchamp verzorgde catalogus. ‘Le Surréalisme en 1947’. Aimé Maeght stimuleerde de kunstenaars uit zijn netwerk om buiten hun normale activiteiten te treden. Grote muurschilderingen werden in 1946, 1951 en 1958 in de galerie geëxposeerd
In 1970 opende Maeght een kunstgalerie in Zürich en in 1974 een in Barcelona.

## Derrière le Mirroir
In 1946 begon Maeght met het uitgeven van het tijdschrift ‘Derrière le Mirroir’. De afleveringen verschenen tussen 1946 en 1982. Het was een bijzonder periodiek omdat de afleveringen gekoppeld werden aan de exposities die de galerie organiseerde. In het totaal verschenen er 253 nummers. Eigenlijk zijn er 200 fysieke exemplaren. Er zijn dubbelnummers zoals 11-12 (‘Bram en Geer van Velde’) en 14-15 (Joan Miró) en verzamelnummers zoals 36-37-38 ‘Sur quartre murs’. Het eerste nummer ‘Le noir est une couleur’ verscheen in 1947 en telde 8 pagina’s. De tekst was van de dichter Jacques Kober, de litho’s van Geer van Velde. Nummer 180 kwam uit bij de opening van ‘La Fondation Marguerite et Aimé Maeght’ in juli 1964 in Saint-Paul de Vence. De tekst was van Henri Maldiney. Onder andere Alberto Giacometti en Joan Miró verzorgden de kleurenlitho’s. Nummer 250 ‘Hommage à Aimé et Marguerite Maeght’ verscheen in 1982
(Aimé overleed in 1981) en bevatte een aantal originele litho’s van Saul Steinberg, Marc Chagall, Joan Miró, Pablo Palazuelo, Bram van Velde, Paul Rebeyrolle, Antoni Tàpies, Pierre Tal Coat, Pierre Alechinsky, Raoul Ubac, Pol Bury, Konrad Klapheck, Gérard Titus-Carmel, Jacques Monory, Valerio Adami, Shusaku Arakawa, Jean-Paul Riopelle, Takis, Joan Gardy-Artigas, Herbert Fiedler, Eduardo Chillida, Ellsworth Kelly, Jean Bazaine, and Claude Garache. Dit nummer bevat ook een overzicht van alle verschenen exemplaren van Derrière le Mirroir.

## Maeght als uitgever

### Pierre à Feu
Maeght was naast galeriehouder ook als lithograaf en uitgever werkzaam. Hij begon in 1944 met het uitgeven van de reeks ‘Pierre à Feu’. Hij stimuleerde de samenwerking tussen dichters en schilders en het resultaat was een serie waarin niet eerder uitgegeven teksten van dichters vergezeld van werden van litho’s. Zo verschenen onder andere ‘Provence noire’ (1945), ‘Les Miroirs Profonds’ (1947), ‘Jean Bazaine’ (1953), ‘Joan Miró’ (1956) en ‘Chagall’ (1957).

### l’Éphémère en Argile
In de herfst van 1965 ontmoetten een aantal dichters elkaar in Galerie Maeght. Aimé Maeght was bereid een tijdschrift voor poëzie en kunst te financieren en uit te geven: l’Éphèmere. De redactie werd gevormd door de dichters Yves Bonnefoy, Louis-René Des Forêts, Jacques Dupin and André Du Bouchet. Het eerste nummer had een tekening van Alberto Giacometti op de omslag. Het nummer bevatte teksten van Paul Celan, Gaëtan Picon, André Du Bouchet, Yves Bonnefoy en Alberto Giacometti. Toen dit tijdschrift in 1973 ophield te verschijnen, financierde Maeght als opvolger het tijdschrift l’Argile onder redactie van Claude Esteban. Dit tijdschrift hield in 1981 op te bestaan.

### Chroniques de l’Art vivant
Tussen 1968 en 1975 verscheen dit tijdschrift maandelijks. Het moest de moderne kunst in al zijn verschijningsvormen onder de aandacht van een breed publiek brengen. Er verschenen speciale nummers over de Verenigde Staten, over Spanje en Italië en de avant-garde in de Sovjet Unie, over het lichaam, de stad , het realisme, de dood en het museum.

### Filmproductie
Vanaf 1969 produceerde Aimé Maeght ook een aantal films. Cineasten als Clovis Prévost, Franco Lecca, Jean-Michel Meurice en Charles Chaboud kregen de opdracht documentaires te maken over aan de Galerie Maeght gelieerde kunstenaars.

### Bibliofiele uitgaven
Na de Tweede Wereldoorlog keerde Joan Miró terug naar Parijs waar hij tijdens de expositie ‘Le surréalisme en 1947’ kennis maakte met Aimé Maeght. Deze contracteerde hem voor zijn galerie. In 1948 verscheen ‘Album 13’ met 13 lithografieën van Miró gevolgd door de uitgave van ‘Parler seul’ in 1950. In dit boek werden teksten van de dichter Tristan Tzara gecombineerd met 78 lithografieën van Miro. In 1961 werd ‘Album 19’ uitgegeven met een tekst van Raymond Queneau en 19 lithografieën van Miró. ‘Le Journal d’un graveur’ verscheen in 3 delen in 1975 met een tekst van Jean Dupin en etsen van Miro. Maeght verzorgde ook bibliofiele uitgaven van Georges Braque zoals ‘Résurrection de l’oiseau’ (1959) met een tekst van Frank Elgar en ‘La liberté des mers’ (1959) met een tekst van Pierre Reverdy en Alexander Calder ‘Le sacrilège d’Alan Kent (1976) samen met Erskine Caldwell en ‘Fêtes’ (1971) samen met Jacques Prévert. Van Eduardo Chillida en André Frénaud werd het kunstenaarsboek ‘Le Chemin des Devins’ uitgegeven in 1966.
In 1964 werd de uitgeverij Arte (Art et Techniques graphiques) in het leven geroepen. De uitgeverij was voorzien van een eigen atelier waar de kunstenaars van Maeght konden werken. Joan Miró had er een atelier en Bram van Velde kon er experimenteren evenals Calder, Bram van Velde en Raoul Ubac. Adrien Maeght was verantwoordelijk voor deze activiteiten van de familie Maeght

## Fondation Maeght
In 1953 verloren Marguerite et Aimé Maeght hun jongste zoon Bernard. Om hun verdriet te verwerken reisden ze op advies van Fernand Léger naar de Verenigde Staten. Ze bezochten daar verschillende Foundations (o.a. Barnes, Philips en Guggenheim). Zo kreeg het idee zelf een Fondation in het leven te roepen vaste vorm. De Maeghts hadden op de heuvel Gardette bij Saint-Paul de Vence in 1950 een stuk land ter grootte van 6 ha verworven. Op dit terrein ontdekten ze de ruïne van een kleine kapel gewijd aan Saint Bernard. De Maeghts besloten de directe omgeving van de kapel te kiezen als de plaats waar de Fondation gebouwd zou worden. In Harvard had Aimé Maeght de Catalaanse architect Josep Lluis Sert ontmoet. Sert had in 1955 voor Joan Miró op Mallorca een studio ontworpen en de Maeghts waren enthousiast over de wijze waarop het gebouw was ingepast in het landschap. Sert kreeg de opdracht de gebouwen voor de Fondation Marguerite et Aimé Maeght te ontwerpen. Inmiddels was Mas Bernard, de boerderij van de familie Maeght op de Gardetteheuvel uitgegroeid tot een ontmoetingsplaats van kunstenaars die zich aan de Galerie Maeght hadden verbonden. Een groot aantal van hen waren bereid mee te werken aan de bouw. De topografie van de plek was mede bepalend voor de bijzondere vormgeving van het gebouwencomplex. Raoul Ubac maakte de kruiswegstatie en George Braque het gebrandschilderde raam ‘Oiseau’ in de Saint-Bernard kapel. Joan Miró ontwierp het labyrint op de helling en de sculpturen van Alberto Giacometti werden op de binnenplaats gezet, waaronder ‘l’Homme qui marche I’ uit 1960. Diego Giacometti zorgde voor het ontwerp van het meubilair in het café van de Fondation. Tal Coat creëerde het grote mozaïek (44 meter lang en 2.2 meter hoog) in de tuin bij de ingang. Op 28 juli 1964 werd de Fondation Marguerite et Aimé Maeght zoals het officieel ging heten geopend door André Malraux. Vanaf dat moment werden jaar op jaar spraakmakende tentoonstellingen georganiseerd.